# Kannemeyeria
Kannemeyeria es un género extinto de terápsidos dicinodontos que existió hace 230 millones de años en el periodo Triásico (en el tiempo del Olenekiense al Anisiense medio). Este herbívoro estaba bien adaptado a la vida terrestre.

## Descripción

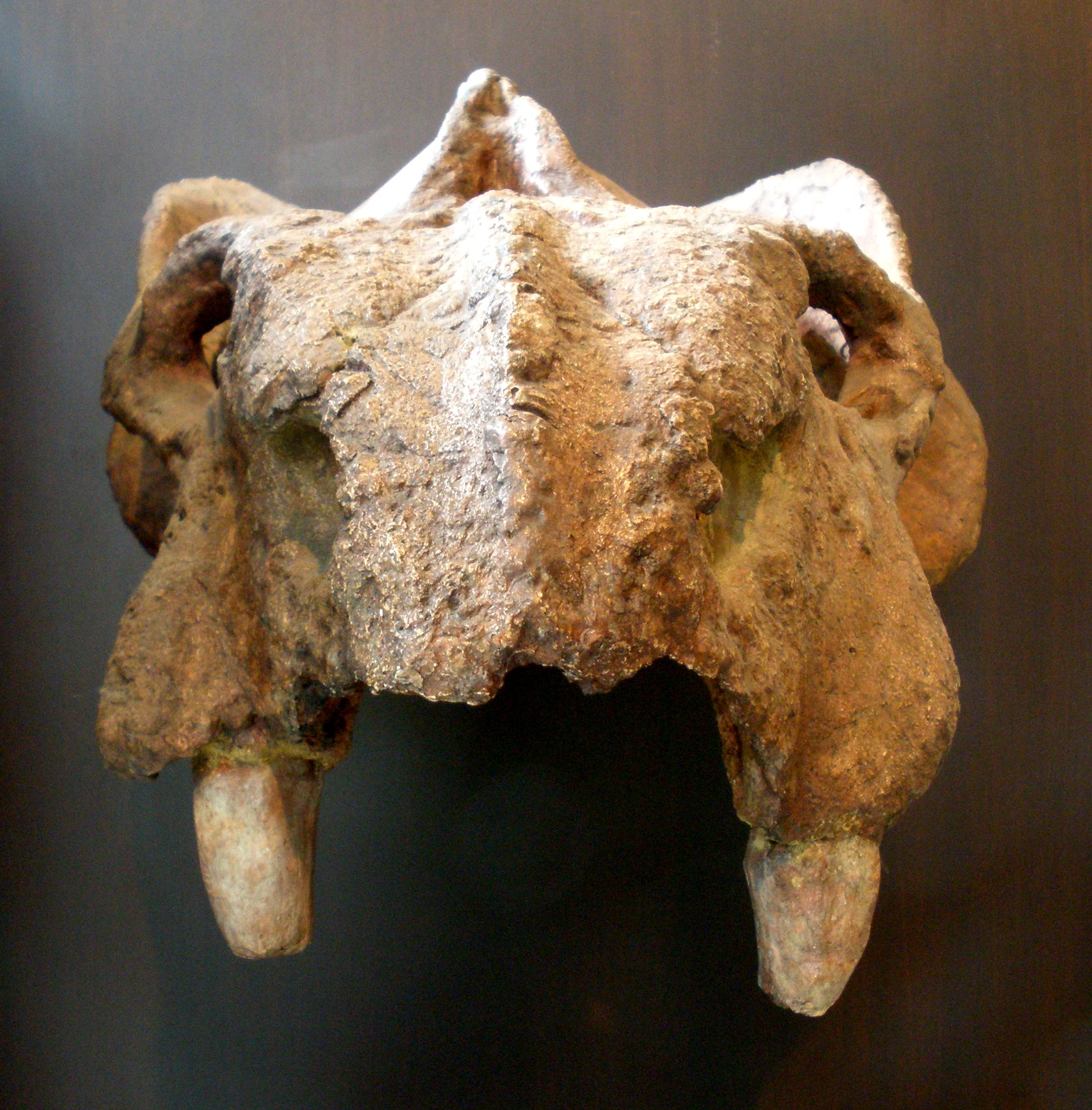
Cráneo de K. simocephalus.

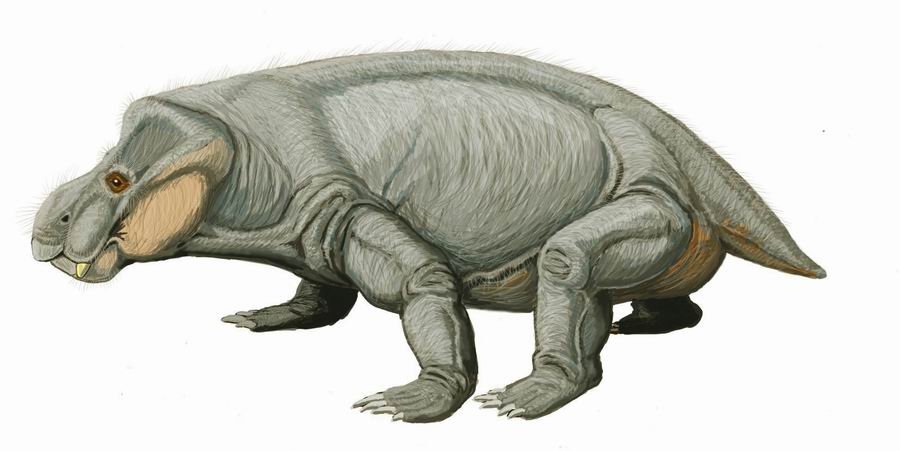
Kannemeyeria.

Alcanzaba los tres metros de longitud. Era un herbívoro grande con un poderoso pico y fuertes músculos mandibulares diseñados para cortar los vegetales que comía. Aunque tenía una cabeza grande, el cráneo era liviano debido al gran tamaño de las órbitas y la cavidad nasal. Sus cinturas óseas poseían grandes placas óseas útiles para soportar su gran corpulencia.

## Paleobiología
Debió de habitar un ambiente de parajes abiertos, formando manadas, donde era quizá cazado por depredadores como  Cynognathus.

## Distribución
Como sus restos fósiles han sido hallados en África austral y Argentina.